# Central Catalana d'Electricitat
La Centrale Catalane d'Électricité est une œuvre de l'architecture du fer de Barcelone protégée comme Bien Culturel d'Intérêt Local. Elle est située à la limite du district de l'Eixample. 

## Histoire et description
La Central Catalana d'Electricitat a installé son siège sur l'avenue de Vilanova. Le bâtiment destiné à cet effet faisait suite à un projet technique de centrale thermique au charbon réalisé en 1896 et conçu par Pere Falqués i Urpí, bien que le projet, daté de 1896, ait été signé par Antoni Costa. Dans le projet initial, la façade prévoyait une décoration à base de reliefs en bronze et un couronnement avec deux grandes pyramides qui n'ont pas été réalisées. Le bâtiment, construit entre 1897 et 1899, est un bon exemple d'architecture métallique. Les bureaux donnaient sur la façade et les ateliers à l'intérieur de l'ilôt. La puissance totale des machines à vapeur était de 2 800 Cv. 
Des divers agrandissements successifs, seule a été conservée la partie de Telm Fernández, construite sur l'avenue Vilanova entre 1910 et 1912.
Peu de temps après, en 1919 il a été décidé de déplacer la production et la centrale de l'avenue Vilanova a été convertie en une station transformatrice. En 1977 le bâtiment fut réhabilité et accueillit les bureaux de Hidroelèctrica de Catalunya SA, en conservant à l'intérieur une grue pont et les tables de commandement originales. Actuellement, le bâtiment accueille le siège de Fecsa-Endesa.